# Naine noire
Ne doit pas être confondu avec Naine brune.

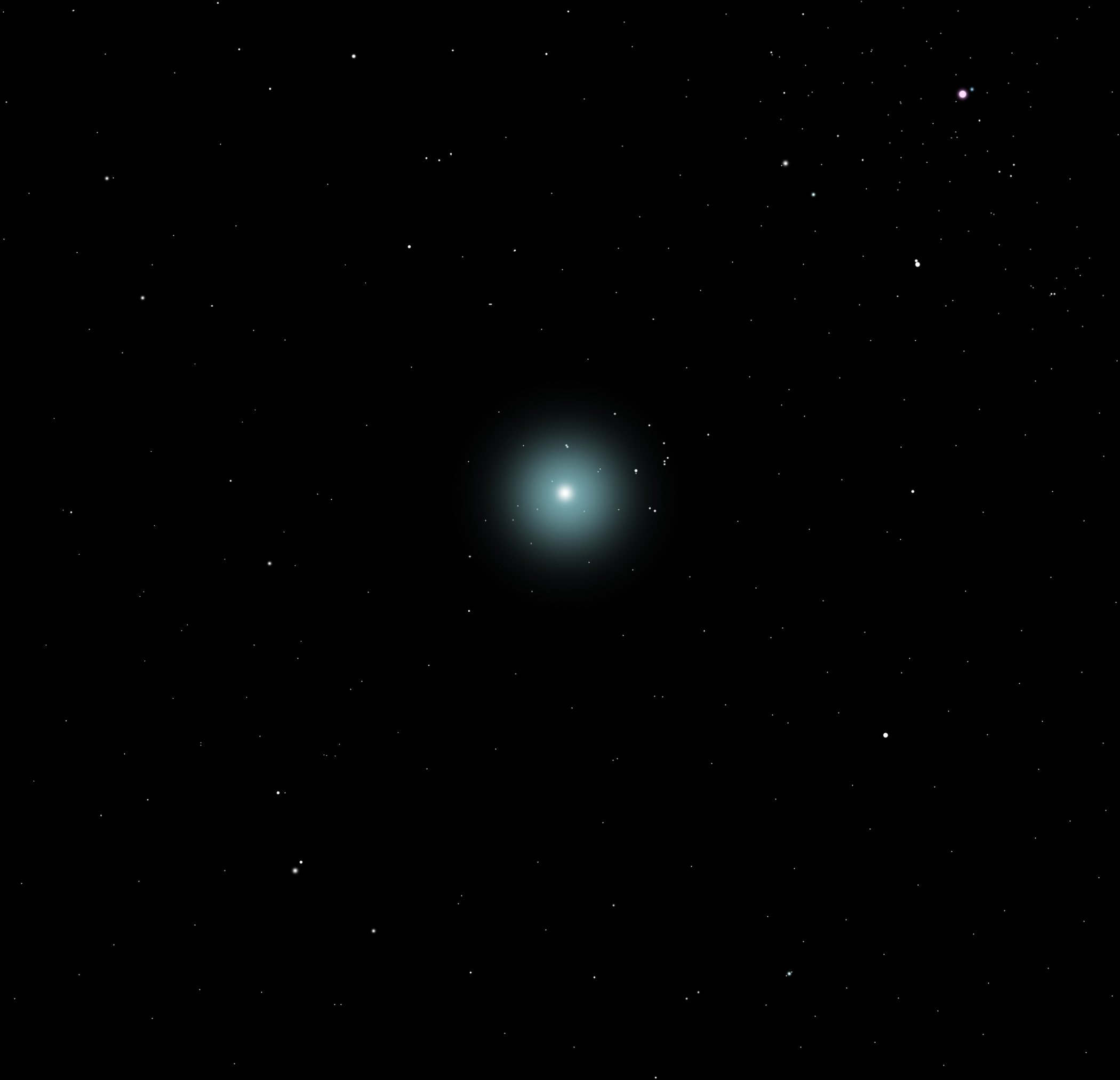
Une naine noire serait une naine blanche refroidie.

Une naine noire est l'évolution hypothétique d'une étoile de type naine blanche, qui s’est suffisamment refroidie pour ne plus émettre de lumière visible. Pour l'instant, aucune étoile de ce type n’a pu être repérée puisque l'Univers serait trop jeune pour qu'une naine blanche ait eu le temps de se refroidir et se transformer en naine noire,.
Même à l’époque où les naines noires existeront, il sera extrêmement difficile de les détecter, car elles émettront un rayonnement thermique à une température diminuant lentement vers celle du rayonnement fossile. L'une des seules manières de les détecter sera par leur influence gravitationnelle.
Lorsque l'Univers aura 1067 ans, les dernières lueurs de l'ultime étoile s'éteindront, il ne restera que des naines noires, une sorte de l'après-naine blanche trop froide et peu lumineuse, tel un brasier qui se refroidit pour finir en cendres.

## Évolutions internes possibles
Pour le physicien Mat Caplan, des phénomènes quantiques peuvent se manifester dans une naine noire massive. La matière y est si comprimée, après que l'étoile originelle a fusionné ou expulsé ses éléments légers, que les noyaux peuvent hypothétiquement fusionner même à température très basse. Cette fusion froide à haute pression, dite « fusion pycnonucléaire », permet à deux noyaux chargés positivement de surmonter la force de répulsion grâce à l’effet tunnel. Progressivement, les noyaux positifs traversent la barrière de potentiel et fusionnent. Ces fusions sont excessivement lentes. La fusion de deux noyaux d’oxygène pour donner du silicium ou de deux noyaux de silicium pour donner du fer peut prendre des centaines de millions d’années. Durant au moins 101 100 années, la transformation des atomes d’oxygène, de néon et de magnésium en fer s'étend du cœur vers la périphérie en une sorte de « front de fusion » sphérique. Sous la ligne de front se trouve du fer[réf. incomplète]. L'étoile morte devient ainsi, très progressivement, une étoile de fer.
Il est possible que les naines noires les plus massives puissent se réveiller. Dans ce scénario, les électrons libres présents dans la matière ne peuvent pas se confiner à cause du principe d’exclusion de Pauli, ils exercent une force de pression contre la gravité qui attire la matière vers le centre. La fusion pycnonucléaire consomme des électrons, ce qui diminue la force s’opposant à la gravité. La gravité l’emporte quand la densité au cœur atteint 1 200 t/cm3 et la naine noire s’effondre sur elle-même. Le cœur se contracte et chauffe, entraînant les couches périphériques qui rebondissent sur le cœur. La naine noire explose en supernova noire produisant une lumière aveuglante dans un Univers déjà froid et mort. Les couches périphériques sont éjectées, laissant au centre un petit cœur chaud, une nouvelle naine blanche qui se refroidit sans exploser et devient à nouveau une naine noire ou une étoile à neutrons. Cependant, la désintégration des protons, si elle existe, entraînerait bien avant cela une perte progressive de masse de l'étoile, qui l'empêcherait d'atteindre le stade des processus pycnonucléaires.

## Terminologie
Le terme « naine noire » a déjà été utilisé pour désigner ce qui est aujourd'hui connu sous le nom de naine brune. Les deux entités sont très différentes : une naine noire est, en quelque sorte, le dernier stade du refroidissement d'une naine blanche, alors qu'une naine brune est un objet substellaire n'ayant pas atteint une masse suffisante pour démarrer ou maintenir les réactions de fusion nucléaire qui ont lieu dans une étoile.